# Croix de La Planée
La Croix de La Planée est une croix du XVIIe siècle située sur la commune de La Planée dans le département français du Doubs.

## Localisation
La croix est située au centre du village, à l'intersection de la route départementale 248, de la route de Malpas et de la rue de l'Église.

## Histoire
La croix semble avoir été érigée en 1604. Inscrite une première fois en 1990, la croix a été classée aux monuments historiques le 31 août 1992.

## Description
D'une hauteur de 4,90 mètres, la croix représente un christ en croix, ainsi qu'une Vierge à l'enfant. Le gros œuvre est en calcaire et pierre de taille.
Le socle indique deux dates : 1604 en haut du socle, et 1909 dans une inscription en dessous.